# Mijn lief, mijn lief, mijn lief
Mijn lief, mijn lief, mijn lief; soo sprack mijn lief mij toe is een sonnet van Pieter Corneliszoon Hooft, geschreven in 1609 en datzelfde jaar verschenen in Hoofts anoniem verschenen dichtbundel Emblemata Amatoria. De geliefde van de ik verklaart hem de liefde en herhaalt dat op zijn verzoek nog eens, maar zijn geluk wordt verstoord als de dag aanbreekt en hij wakker wordt. In 1611 verscheen een gereviseerde versie.
Op het eerste gezicht doet het gedicht aan als een karakteristiek, niet bijster origineel renaissancistisch sonnet. De wending of volta valt echter niet samen met de scheiding van octaaf en sextet en ook niet met het slotterzine, maar begint met de elfde regel. Hiermee bereikt Hooft parallellie tussen wending en rijmschema. Ook inhoudelijk ontpopt het gedicht zich bij analyse als weinig traditioneel: met behulp van perspectiefwisseling en ambiguïteit wordt de thematiek op een originele manier vormgegeven.

## Tekst
Mijn lief, mijn lief, mijn lief; soo sprack mijn lief mij toe,
Dewijl mijn lippen op haer lieve lipjes weiden.
De woordtjes alle drie wel claer en wel bescheiden
Vloeiden mijn ooren in, en roerden ('ck weet niet hoe)
Al mijn gedachten om staech maelend nemmer moe;
Die 't oor mistrouwden en d woordjes wederleiden.
Dies ick mijn vrouwe bad mij claerder te verbreiden
Haer onverwachte reên; en sij verhaelde' het doe.
O rijckdom van mijn hart dat over liep van vreuchden!
Bedoven viel mijn siel in haer vol hart van deuchden.
Maer doe de morgenstar nam voor den dach haer wijck,
Is, met de claere son, de waerheit droef verresen.
Hemelsche Goôn, hoe comt de Schijn soo naer aen 't Wesen,
Het leven droom, en droom het leven soo gelijck?

## Rijmschema en metrum
Het rijmschema abba abba cc deed is geen vinding van Hooft zelf, maar 'het meest voorkomende patroon' bij Hoofts tijdgenoten Vondel, Huygens en Bredero. Hoewel Petrarca en de Franse Pléiade-dichters zich van de vijfvoetige jamben bedienden, gebruikt Hooft 'alexandrijnen, met meestal wel de caesuur op de vereiste plaats.'

## De wending of volta
De omslag in een sonnet, de chute of volta, ligt vaak tussen het octaaf en sextet, maar vaker vóór de laatste terzine. De omslag in dit sonnet begint echter op een originele plaats, namelijk met de elfde regel. De wending beslaat de laatste vier regels en daardoor wordt 'volledige parallellie met het rijmschema' bereikt.
In regel 13 laten de woorden 'Schijn' en 'Wesen' zich in meerdere betekenissen verstaan. Behalve het tegendeel van werkelijkheid betekent schijn hier ook: de zon. En behalve werkelijkheid betekent wezen hier ook: een persoon, of het aangezicht daarvan. Twee betekenissen heeft ook het woord 'naer' uit regel 13: het kan niet alleen als 'nabij', maar ook als 'onaangenaam' opgevat worden. Wanneer regel 13 wordt gelezen in de betekenis 'hoe komt het dat de schijn zo op de werkelijkheid lijkt', slaat deze een brug met de slotregel. Maar gelezen in de betekenis 'hoe komt het dat de zon zo onaangenaam voor ons mensen is', ontstaat een zinvolle relatie met de voorafgaande regel 12 over de slotpunt heen, waarmee de twee zinnen die de laatste vier regels vormen, hecht met elkaar worden verbonden. De heldere zon onthult een droeve waarheid.

## Thema's en motieven
Het motief van de geliefde die in een droom verschijnt, was een populair onderwerp voor Italiaanse sonnettenmakers uit de renaissance. Hoofts thema van de dichter die ervan droomt zijn geliefde te bezitten en dan ontgoocheld ontwaakt, is zo traditioneel dat 'alleen de meer of minder fraaie rangschikking der woorden gaat beslissen over de poëtische waarde.' Het is een zeldzaamheid in de zeventiende-eeuwse poëzie dat een vrouw de liefdesverklaring uitspreekt die de eerste zes woorden van het gedicht vormen.
De eerste woorden van het sonnet suggereren dat er iets over de geliefde van de dichter wordt gezegd, maar uit het verdere verloop van de eerste regel blijkt dat het lief van de dichter hem heeft toegesproken, zodat het werkelijke gezichtspunt anders blijkt te zijn dan de lezer had gedacht. De dichter buit de lineariteit van het leesproces uit om bij de lezer onzekerheid tweeg te brengen. Hiermee, aldus Oversteegen, wordt de lezer vanaf het begin geconfronteerd met 'de materie van het gedicht: de bedrieglijkheid van de schijnwerkelijkheid die de droom is.'
De laatste regel stelt niet slechts de vraag hoe het kan dat de droom op het leven lijkt, maar in de eerste regelhelft ook het omgekeerde: hoe is het mogelijk dat het leven zo op de droom lijkt?
De slotregels bevatten een als 'zoekplaatje' verborgen conventioneel motief: 'de geliefde als zon.' Hooft en zijn tijdgenoten zagen het heelal 'als een systeem van analogieën' of correspondenties, zodat het persoonlijk leven van ieder mens zich laat uitdrukken in kosmische termen. Is de geliefde afwezig, dan verduistert de zon en is de hele orde verstoord. Een heldere zon staat dus voor een aanwezige geliefde. Maar in 'Mijn lief' is dit omgekeerd: 'de zon verjaagt juist het beeld van de geliefde.'
De natuurlijke orde is verstoord wanneer de zon in het heelal en de zon in de wereld van de ik-figuur tegenover elkaar staan. Herstel van de orde kan alleen dan plaatsvinden 'als de geliefde niet alleen in de droom maar ook bij daglicht de woorden "mijn lief" in de mond zal durven nemen.'

## Ontstaan
Volgens letterkundige Johan Koppenol is het gedicht geïnspireerd door een vers van de Italiaanse dichter Battista Guarini. Het overgeleverde handschrift wijst uit dat Hooft het gedicht hoort bij de reeks die hij in 1609 en 1610 maakte om Christina van Erp te veroveren, die hij Mithra Granida noemt. Het gedicht is gedateerd 23 januari 1610.

## Publicatie en revisie
Het vers maakte deel uit van de bundel Emblemata Amatoria die in 1609 anoniem in Amsterdam werd gepubliceerd. In 1611 verscheen in Emblemata een licht herziene versie, waarin de telfout 'alle drie' uit de derde regel is verbeterd in 'alle zes' en in de tiende regel wijzigde Hooft de frase 'in haer vol hart van deuchden' naar 'in d'haere vol van deughden'. Ten slotte verdwenen in regel 13 nog de hoofdletters uit de substantieven.

## Sonnet tussen renaissance en barok
Op basis van de vragen uit de slotzin situeert Oversteegen het gedicht cultuurhistorisch niet geheel in de renaissance. De laatste vraag uit de slotzin is nog wel renaissancistisch te noemen, maar de eerste vraag toont 'Hooft op weg van de Renaissance naar de Barok', al dingt Oversteegen daarop meteen af dat die eerste vraag 'niet in het gedicht geïntegreerd' is, maar er los bij hangt. De cultuurfase tussen de twee genoemde wordt Maniërisme genoemd.
Het sonnet lijkt op het eerste gezicht een weinig origineel renaissancistisch gedicht, maar door perspectiefwisseling, meerduidigheid en menging van metaforiek bereikt Hooft toch 'dat de lezer niet in slaap gezongen wordt door een al te vertrouwde melodie, maar klaarwakker gehouden' wordt omdat elk schijnbaar traditioneel element een verrassing biedt.

## Verklarende noten
1. ↑  Terwijl
2. ↑  duidelijk
3. ↑  steeds
4. ↑  Daarom
5. ↑  helderder uit te leggen
6. ↑  herhaalde
7. ↑  toen
8. ↑  Gedompeld
9. ↑  Venus, zowel godin der liefde als bij zonsopgang helder stralende morgenster
10. ↑  Goden

## Verwijzende noten
1. 1 2  Oversteegen (1966), p. 262.
2. ↑  Oversteegen (1966), p. 283.
3. ↑  Oversteegen (1966), p. 267.
4. ↑  Oversteegen (1966), p. 271-272.
5. 1 2  Oversteegen (1966), p. 274.
6. ↑  Oversteegen (1966), p. 269.
7. ↑  Koppenol (2015), p. 29.
8. ↑  Sonnetten. Reden van de waerdicheit der poesie. Ed. P. Tuynman. Amsterdam: Athenaeum - Polak & Van gennep, 1971, p. 82.
9. ↑  Oversteegen (1966), p. 270.

### Edities van 'Mijn lief'
- Koppenol, Johan e.a. (eds.) (2004). 'Sonnet.' P.C. Hooft, Liederen en gedichten. Amsterdam: Athenaeum - Polak & Van Gennep, p. 32 en 141. ISBN 9025301983
- Leendertz, P. Wz. en F.A. Stoett (eds.) (1899), 'Mijn lief, mijn lief, mijn lief.' P.C. Hooft. Gedichten. Deel 1. Amsterdam, P.N. van Kampen & Zoon, p.

### Studies
- Koppenol, Johan (2015). 'Minnaar op kousenvoeten - de liefdespoëzie van P.C. Hooft.' Stichting Rijksmuseum Muiderslot, P.C. Hooft, Prins der Poëten. De man, de prijs, de straat. Muiderslotkatern 4, p. 23-31.
- Oversteegen, J.J. (1966). 'Hooftse wendingen.' Merlyn, jaargang 4, p. 259-275.